# بیبی پوتسی
بیبی پوتسی (انگلیسی: Baby Pozzi؛ زادهٔ ۱ ژوئن ۱۹۶۳) بازیگر فیلم پورنوگرافی و هنرپیشه اهل ایتالیا است.